# Одежда запорожских казаков

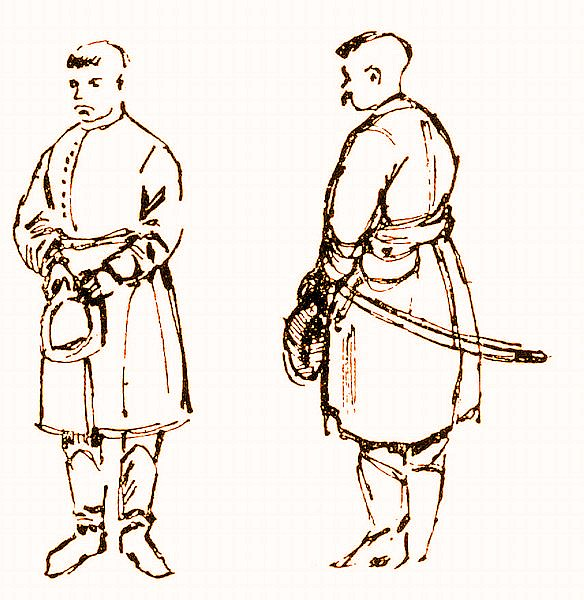
Одежда запорожского казака, набросок Абрахама ван Вестерфельда

Одежда запорожских казаков — комплекс одежды, носившийся запорожцами на протяжении XVI-XVIII веков и подвергшийся сильному влиянию польской, венгерской и ближневосточной одежды. Так как они были беглыми простолюдинами, осевшими на части Дикого поля, и бежавшие по каким либо причинам, из Речи Посполитой, Русского государства, Османской империи и других стран, то и их одежда являлась компиляцией национальных одеяний народов этих государств. В поход запорожские казаки собирались за свой счёт (однако при задержке жалования (у реестровых казаков, находившиеся на службе Речи Посполитой и польского короля) и невозможности пойти в поход, казаки отбирали одежду у мирных жителей во время грабежей и разбоев; также одежда могла доставаться в качестве контрибуции), что также способствовало многообразию одежды ввиду разности достатка. Тем не менее, бытует мнение, что реестровые казаки получали жалование не только денежное, но и в виде дорогого сукна хорошего качества, из которого шили одинаковую, сословную одежду. Однако на самом деле зафиксированы лишь единичные случаи подобной практики с опозданием в несколько лет (судя по всему, казаки получали некрашеное серое или синее сукно, если проводить аналогии с венгерской пехотой Речи Посполитой), на предложение польского правительства перейти на пограничную службу за жалование в 10 тыс. золотых и 700 отрезов каразеи казаки ответили отказом, а в 1619 году своим постановлением польское правительство запретило выдавать жалование казакам в виде тканья. Также среди запорожцев существовал ряд традиций, предписывавших, как одеваться, наподобие современного дресс-кода.
Главным преимуществом одежды запорожских казаков было то, что она не сковывала движений казака и была приспособлена к тёплому климату.

## История и характеристика
Нижним бельём служила туникообразная рубаха (укр. сорочка) и подштанники-порты (укр. порти). Белье шилось из полотна разных сортов: от местного, домотканого льна до привозного, тонкой выделки. Поверх рубахи и подштанников надевались штаны (укр. штани, убране), шившиеся из белого или серого домотканого сукна, полотна или привозных цветных тканей (например, из каразеи синего цвета). В XVI-начале XVII века запорожцы носили узкие штаны наподобие западноевропейских шосс и штанов, носившиеся польской и венгерской знатью, хотя в силу простоты пошива теоретически их могли позволить и простолюдины. Крой данных штанов приведён в кроильной книге из архива г. Вроцлава, а сохранившийся экземпляр был обнаружен в городе Дубно Ровненской области. Французский инженер и картограф Гийом Левассер де Боплан, автор первой рукописной карты Украины и «Описания стран Королевства Польши», в упоминании об одежде казаков пишет о «d’vn caleçó» — узких штанах, которые в украинском переводе стали шароварами. Собственно шаровары проникают в гардероб запорожских казаков в начале-середине XVII века (во всяком случае, их уже носили казаки войска Богдана Хмельницкого), однако они были неширокими, лишь на рубеже XVII-XVIII веков, во время гетманства Мазепы и Ивана Скоропадского они стали широкими (хотя на сундуке-кассе из костела св. Петра и Павла в Вильнюсе, датируемом серединой XVII в изображённый на одном из замочных проёмов запорожский казак одет в широкие красные шаровары). Небывалую ширину казацкие шаровары обретают в середине-конце XVIII века — во время упадка и последующего расформирования запорожского казачьего войска, а также переселения части запорожцев на территорию Османской империи и дальнейшего формирования Задунайской Сечи (по мнению одесского скульптора, художника и реконструктора Сергея Шаменкова, широкое распространение шаровары получают в 1760-1780-е годы). Один из крупнейших исследователей запорожских казаков конца XIX-начала XX века Дмитрий Яворницкий пишет: «Нет сомнения, что покрой одежды запорожских козаков, в особенности высоких шапок, широких шаровар, длинных кафтанов и широких поясов, восточного происхождения и заимствован ими от татар и турок…» Штанины изначально заправлялись в сапоги, но в XVIII веке, судя по воспоминаниям Ивана Игнатовича Россолоды, цитируемых тем же Яворницким, штанины носились уже поверх голенищ сапог
На ногах носились чулки, оставшиеся в гардеробе со времён Древней Руси и шившиеся из домотканого полотна, шерсти, льна или сукна, а изредка — даже шёлка. В XVIII веке модными были красные чулки. Обувью запорожским казакам служили кожаные сапоги, лапти, кожаные постолы, с начала XVII века — короткие ботинки. Казацкие сапоги шились из четырёх кусков кожи (как правило, юфти), у них были высокие голенища (укр. халяви) и металлические подковы на подошве вместо каблуков, появившихся позднее и изготовлявшихся из нескольких спрессованных вместе кусков кожи или из металлической пластины. Голенище сшивалось с внутренней стороны ноги и различало сапоги для правой и левой ноги, хотя ещё в середине XVII века у многих казацких сапог не существовало разделения на левую и правую ноги. Встречаются экземпляры с голенищем, сшитым из двух кусков кожи и швами, размещёнными по обеим сторонам. Сапоги смазывались дёгтем, многие экземпляры, обнаруженные в ходе археологических раскопок, сохранили дегтярной запах. Парадные сапоги были сафьяновыми (также они могли изготовляться из козьей или овечьей кожи, которые отличаются особой мягкостью и тонкостью, а также особенностью выделки) и имели вместо каблуков золочёные, медные или серебряные подковы, они красились в яркие цвета: красный, зелёный и синий. 26 ноября 1655 года Богдан Хмельницкий издаёт универсал, в котором запрещает кражу сапог и чулок у киевских мещан: «ни сапог, ни чулок и других промыслов таскать не назначается» (укр. ані чобот і nанчох і інших вимислов витягати не важили).
Поверх рубахи и штанов надевался жупан и свита (сермяжный кафтан, носившийся простолюдинами). Жупан представлял собой однобортный кафтан с цельнокроеной спинкой, небольшим воротником-стойкой и запа́хом на левую (реже — правую) сторону. Для придания ширины в полы жупана могли вставляться клинья и дотачивались углы на полах. Рукава, широкие у плеча, к кисти сужались. Жупан был достаточно облегающим и был длиной до колен (также существовали экземпляры длиной до щиколотки), чтобы не мешать быстро вскочить на коня. Жупан застёгивался на ряд крючков или пуговиц (могли изготовляться из крученого шнура и металла — паяные и литые латунные, свинцовые, реже посеребренные) у воротника и подпоясывали тканым поясом. Традиционно жупаны шили из обычного домотканого сукна, суконных тканей — фалендыша и каразеи (чаще серого, коричневого или белого цвета, реже — красного, синего, жёлтого и зелёного цвета) или кармазина, особого сукна малинового или тёмно-красного цвета. Во время поста и траурных мероприятий носили чёрные суконные жупаны. Свиты (укр. свита, сіряк) по покрою были очень схожи с жупанами: у них небольшой воротник, боковые клинья и отрез по линии талии. Застёгивались свиты на левую сторону. Подкладка у свит отсутствовала. Сермяжные свиты также застёгивались на пуговицы и крючки, однако пуговиц могло и не быть вовсе. Сохранились упоминания о свитах, сделанных из некрашеной чёрной шерсти, на солнце выгоравшей и становившейся тёмно-коричневой. Сохранившийся экземпляр казацкой свиты конца XVII века хранится в Полтавском краеведческом музее.
Использование неярких цветов в одежде запорожцев, как и рядовых, так и т.н. старши́ны, помимо устоявшихся традиций и разномастного характера запорожского войска, можно обосновать проявлением созданной специфической субкультуры корпорации запорожских казаков. Наиболее строго эти традиции соблюдали т.н. «старинные» казаки: так, по описаниям 1622 года новоизбранный гетман Олефир Голуб, как и его окружение, одет в серую сермягу. Польский историк и летописец Шимон Старовольский так описывает одежду запорожцев в первой четверти XVII века:

Железной брони или панциря не носит никто, даже гетман, также он не имеет иной одежды или богатого стола. Одеваются в грубую рубаху и керею.Оригинальный текст (укр.)Залізної броні або панциря не носить ніхто, навіть гетьман, так само він не має іншої одежі або багатшого столу. Вбираються в грубу сорочку та керею.

Разве только каким старшим цветные одежды от короля дарят. Эти поношенные красные покровы всадники только носят.Оригинальный текст (укр.)Хіба лише яким там старшим однострої кольорові від короля дарують. Ці nоношені червоні покрови вершники лише носять
Аналогичные свидетельства приводят венецианский посол Альберто Вимина и ксёндз Колуцкий в своих воспоминаниях о взятии Смоленска в 1632-1633 годах, Колуцкий уточняет, что небольшое количество запорожцев, очевидно, старшина или сотники, носила красную и синюю одежду. Вообще, белый цвет в одежде запорожских казаков нашёл отражение в многочисленных свидетельствах их противников, употреблявших такие метафоры как «забелело поле их трупом» и т.п.
На жупан и свиту надевали армяк (гермяк, ярмяк) с меховым воротником и пуговицами по пояс, суконный плащ-епанчу с воротником, кобеняк, ферязь, делию (короткий, до колена, или длинный суконный кафтан с короткими или длинными рукавами, популярный в военной среде в разных вариантах кроя), катанку (она же мента — короткий (до колена или чуть выше) кафтан венгерского типа, от талии несколько трапециевидной формы, иногда с небольшим узким воротником-стойкой, с широким коротким или длинным рукавом, вышел из употребления в 1640-е гг.), сукман, бурку-вильчур и т.п. Военная старши́на также носила керею — длиннополый кафтан с разрезанными рукавами без пояса (у донцов был известен под названием «чекмень»), простым казакам запрещалось их носить. В конце XVII века в гардеробе запорожских казаков из шляхетской среды кунтуш — кафтан с отложным воротником и длинными, разрезными откидными рукавами, изготовлявшийся из сукна, позднее шёлка, и был яркого, но более тёмного, чем жупан, цвета. Кунтуш всегда носился расстёгнутым, в талии он застёгивался крючком. До того времени его наличие является, вероятно, сомнительным: кунтуши требовали большого расхода дорогой ткани, подкладкой часто служил шелк, следовательно, возрастала и цена, поэтому кунтуши, ставшие популярными в шляхетской среде в 1640-х годах и изначально не имевшие разрезных рукавов, попадая к запорожским казакам в качестве трофея, отправлялся либо к перекупщикам, либо им платили за еду и выпивку в шинках.
Подпоясывались запорожские казаки так и ткаными кушаками, так и кожаными ремнями шириной 2-4-см, состоявших из двух сшитых между собой слоев кожи. Ремень могу украшаться тиснением в виде геометрических и стилизованных растительных мотивов. Пряжки изготовлялись из железа и латуни, могли серебриться, их рамки могли быть полукруглой, овальной, треугольной и прямоугольной формы. На поясах носилось оружие: сабли, пистолеты; трубка-люлька и курительные принадлежности, пороховница, кошельки и сумки, огнива, лядунки, нож, ложки, керамические и оловянные фляги и т.д.
На голове запорожцы носили шерстяные шапки-кучмы, меховые шапки с тканой тульёй (иногда они могли иметь разрез на меховой оторочке), соломенные шляпы-брыли, а до 1630-х — тканые магерки. Шапки оторачивались смушковым (в том числе каракулевым), бараньим, лисичьим, волчьим, бобровым, соболиным, лосиным или серновым мехом. Шапка, помимо того, что она согревала в холод и защищала от солнца, также служила амортизатором, кое-как защищая голову от сабельного удара. Для украшения перьями шапки имели специальные металлические крепления, аграфы. Помимо ношения шапки опушкой на голове, существовало два довольно необычных способа ношения: тканой тульёй на голову, а меховой опушкой — вверх, и просто положив шапку так, чтобы тулья лежала на голове, а меховая опушка — сзади или на правом боку. Данные способы шапок зафиксированы, помимо письменных упоминаний, на некоторых печатях запорожских гетманов. Казацкая старши́на, как например, гетман, также носила шапки польского фасона, украшавшиеся перьями. Основной причёской запорожских казаков был чуб (укр. оселедець, чуприна) — клок волос на бритой голове. Взять запорожца за чуб было большой обидой, он был для него священным. Происхождение чуб неизвестно, высказываются версии, что он мог быть позаимствован у кочевников-степняков или у поляков (во время сарматизма — идеологии, господствовавшей в Речи Посполитой в XV-XVII веках, среди шляхтичей также были популярны чубы, но более короткие, чем у казаков), или что он имеет древнерусские корни (в частности, византийский летописец Лев Диакон описывает князя Святослава Игоревича, обладающего чубом на бритой голове и усами; также наличие усов и бритой головы у древних славян, на этот раз жителей Великой Моравии упоминает чешский историк-славист Любор Нидерле, но предполагает, что он мог быть позаимствован у древних мадьяр). Также они носили причёску «под горшок» и короткие стрижки. Встречаются утверждения, будто бы новички-казаки не носили чубы, и имели право их носить лишь с определённого возраста или после боевого крещения; и что казаки якобы верили, что чуб необходим, чтобы Бог после смерти вытащил за него казака из ада. Однако такие утверждения маловероятны. Кроме того, встречаются утверждения, что некомбатанты не имели права носить чуб. Например, у писаря на известной картине Репина «Запорожцы пишут письмо турецкому султану» вместо чуба — стрижка «под горшок».
В самом начале существования запорожского войска: середине-конце XVI и начале XVII века уже чётко прослеживается влияние венгерской моды: магерки, узкие штаны, делии и иные венгерские кафтаны, а также венгерские же туфли-черевики. Однако зачастую казаки того времени ходили в изрядно поношенной одежде, хотя могли довольствоваться одеждой, доставшейся в результате разбойных нападений на знать и селян.
В мирное время запорожцы одевались довольно богато: рубашка с шёлковыми застёжками, шаровары, красные сапоги. Поверх рубашки надевали кафтан, который мог быть шёлковым, парчовым или суконным. Кафтан подпоясывали широким шёлковым поясом, вытканным золотыми или серебряными нитями. Поверх кафтана носили свиту с разрезанными рукавами, которые, как правило, запирались на крючок и закладывались сзади под плащ, которым пользовались во время дождя. На голове запорожцы носили брыли, остроконечную меховую шапку или кобур — суконную красную шапку с бобровой опушкой. На кафтан через правое плечо на перевязи вешался самопал, за поясом — два пистолета и нож. Саблю в мирное время носили редко, только на Совет (раду). В это же время поверх кафтана надевали стальную сетку-кольчугу. Бороду и голову брили, оставляя прядь волос в виде косы, которую закручивали за левое ухо три — четыре раза. Тяжелой обидой было взять запорожца за чуб — он был для него священным.
В XVIII веке казацкая одежда состояла из двух главных частей: жупана и черкески.
В 1763 году гетман Кирилл Разумовский подписал специальную инструкцию о казацкой одежде, согласно которой жупан должен быть суконным, тёмно-синим с красными отворотами и подпоясанный красным поясом. Под ним должен быть белый полужупан и белые штаны. Шапка с чёрной смушевой околицей и низким дном. Плащ должен был быть синим.
Казачки одевались так же, как и другие украинки того времени. Женщины из казацкой старши́ны конца XVII-XVIII веков могли носить кунтуш, в том числе и на платья западноевропейского типа. Женские кунтуши могли быть с парчовыми, бархатными отворотами. Один из таких кунтушей, принадлежавший Прасковье Апостол, дочери гетмана Данилы Апостола, хранится в Черниговском историческом музее имени В.В. Тарновского. На голове женщины из казацкой старши́ны носили шапку-кораблик с парчовым верхом и меховой тульёй, у которой спереди и сзади присутствовали заострённые вверх лопасти, что придавало данному головному убору вид корабля или лодки (также кораблики были известны у русских), а замужние также намитку-убрус из белой ткани.
Во время повышенного интереса к запорожским казакам, пришедшему на возникновение и расцвет романтического национализма в начале-середине XIX века начали предприниматься первые попытки реконструкции одежды запорожцев XVI-XVII веков. Однако ввиду слабо развитого на то время источниковедения, небольшого на тот момент количества необходимых источников, недостаточной непредвзятости к изобразительным и описательным источникам (в ход шли как и описания запорожцев иностранцами, так и воспоминания оставшихся в живых запорожцев, чья молодость и зрелые годы пришлись на середину-конец XVIII века) энтузиастам приходилось руководствоваться в том числе и на костюм черноморских казаков — потомков запорожцев, переселившихся на Северный Кавказ после расформирования Запорожской Сечи и впоследствии переименованных в кубанских. Их одежда уже сильно видоизменилась под сильным влиянием окружавших их кавказских народов и Османской империи, и мало походила на одежду запорожцев. В частности, именно черноморцы сохранили оставшиеся с XVIII века широкие запорожские шаровары. Кроме того, шапка с высокой меховой тульёй и длинным тканым шлыком с кисточкой на конце, которую часто приписывают запорожцам, на самом деле, вероятно, является симбиозом папахи черноморцев и настоящей запорожской шапки. Данный предмет одежды возник в театральной среде в середине XIX века, длинный шлык был необходим из-за требований сцены. Также существует версия, что подобная шапка возникла в 1820-1830-е гг. в среде т.н. балагулов (они же хлопоманы) — представителям молодёжи польского дворянства с Правобережной Украины, ностальгировавших по временам Речи Посоплитой, и наряду с образом жизни шляхтичей, охотно, но довольно своеобразно, с учётом нарочитого преувеличения, характерного для романтизма, в том числе и романтического национализма; воспроизводили образ жизни украинских крестьян и запорожских казаков. В частности, утверждается, что такая шапка со шлыком возникла в среде графа Вацлава Северина Ржевуского и его соратников-шляхтичей. Данные факторы, наряду с влиянием презентизма в виде современной на тот момент униформы казачества, смешивавшейся в головах авторов с известными на тот момент образцами старинной казацкой одежды (хотя многие авторы, как например, Фаддей Булгарин, очень внимательно относились к историческим источникам), и свободного переноса сведений и описаний XVIII-го века на более ранее время, способствовали закреплению нового образа внешнего запорожских казаков, мало имевшего с реальным. В частности, это касается утверждения, что красный и синий цвета будто были бы основными в одежде левобережных казаков. Тем не менее, такой образ получился не менее ярким и выразительным, чем настоящий костюм запорожцев и прижился среди сначала местных дворян-потомков казацкой старшины, затем по всей Украине, и наконец, на всей территории Российской империи и части Австро-Венгрии: он встречается на множестве источников XIX-XX веков, таких как описания в книгах и книжные иллюстрации, картины, и даже кинофильмы. Более того, во время нового всплеска украинского национализма во время революций 1917 года и последующей Гражданской войны часть предметов запорожского гардероба вошла в униформу украинских политических и военных формирований. Одними из первых стали солдаты и сотники (офицеры) 2-го Запорожского полка Запорожской дивизии армии Украинской Державы (при правлении Павла Скоропадского), прозванные за чёрный цвет униформы чёрными запорожцами или черношлычниками.

## Галерея

Изображения одежды запорожцев во время существования войска
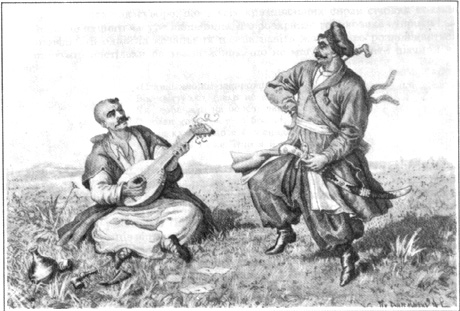
Запорожские казаки, иллюстрация Тимофея Калинского из книги А. И. Ригельмана «Летописное повествование о Малой России и её народе и казаках вообще» 1786 года[12].
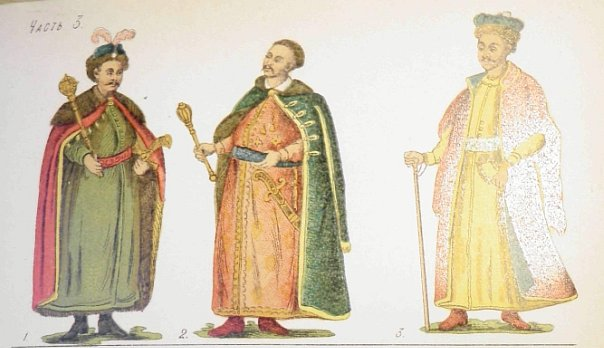
Запорожские гетман и полковник, шляхтич. Источник тот же.
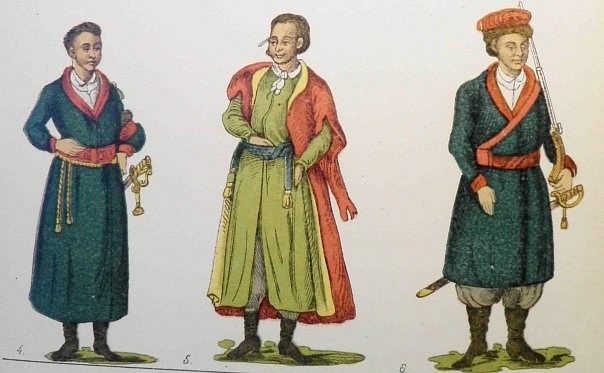
Запорожские казаки. Сотник, писарь, рядовой казак. Источник тот же.
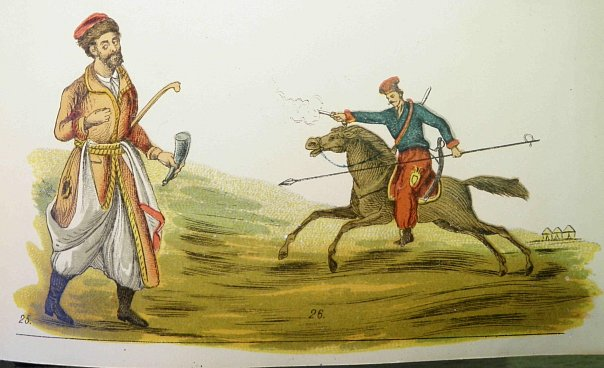
Запорожские казаки. Источник тот же.
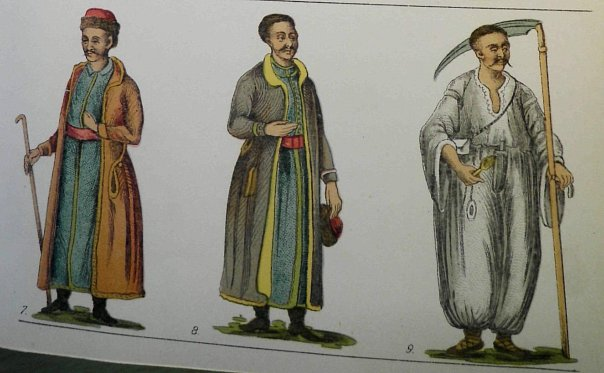
Казак-подпомощник, мещанин, степной мужик. Источник тот же.
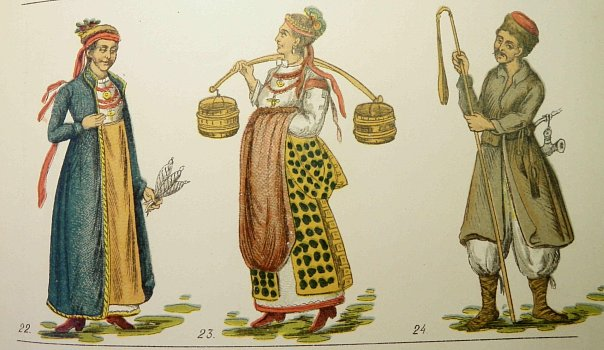
Девушки-селянки и «литовский» крестьянин. Источник тот же.
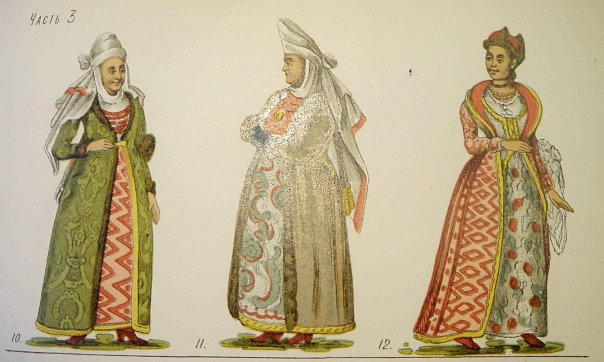
Знатные украинки. Источник тот же.
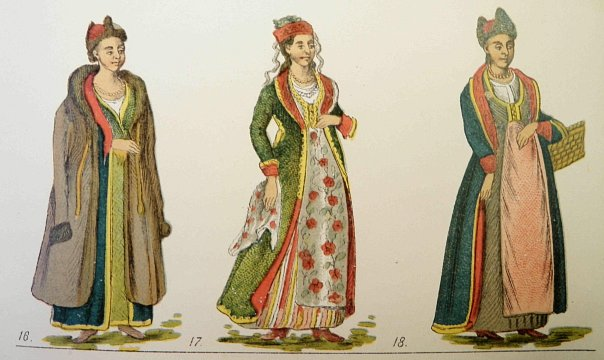
Шляхтянки (крайняя слева — в зимней одежды) и мещанка. Источник тот же.
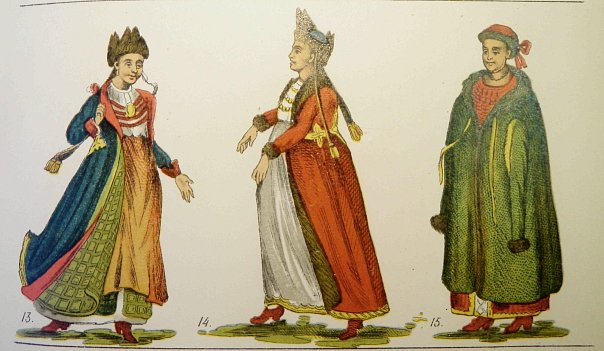
Пляшущие украинские шляхтянки и шляхтянка в зимней одежде. Источник тот же.
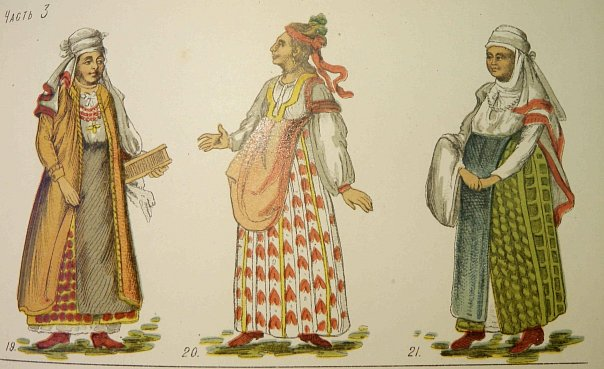
Посередине — незамужняя мещанка, по бокам — крестьянки. Источник тот же.
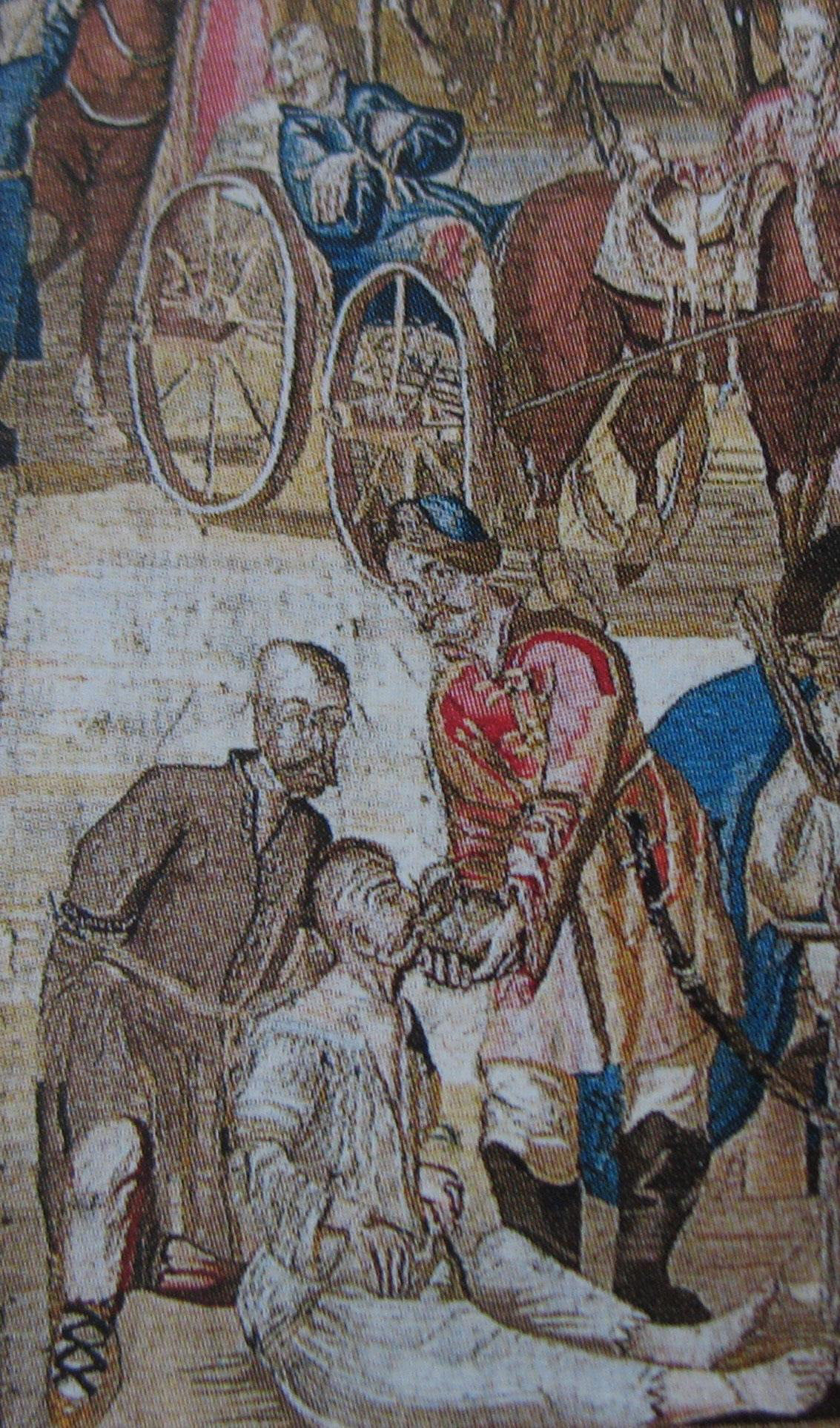
Пленные запорожские казаки после битвы под Лоевом, на заднем плане в телеге — тело полковника и наказного гетмана Михаила Кричевского. Гобелен XVIII века по рисунку Абрахама ван Вестерфельда.
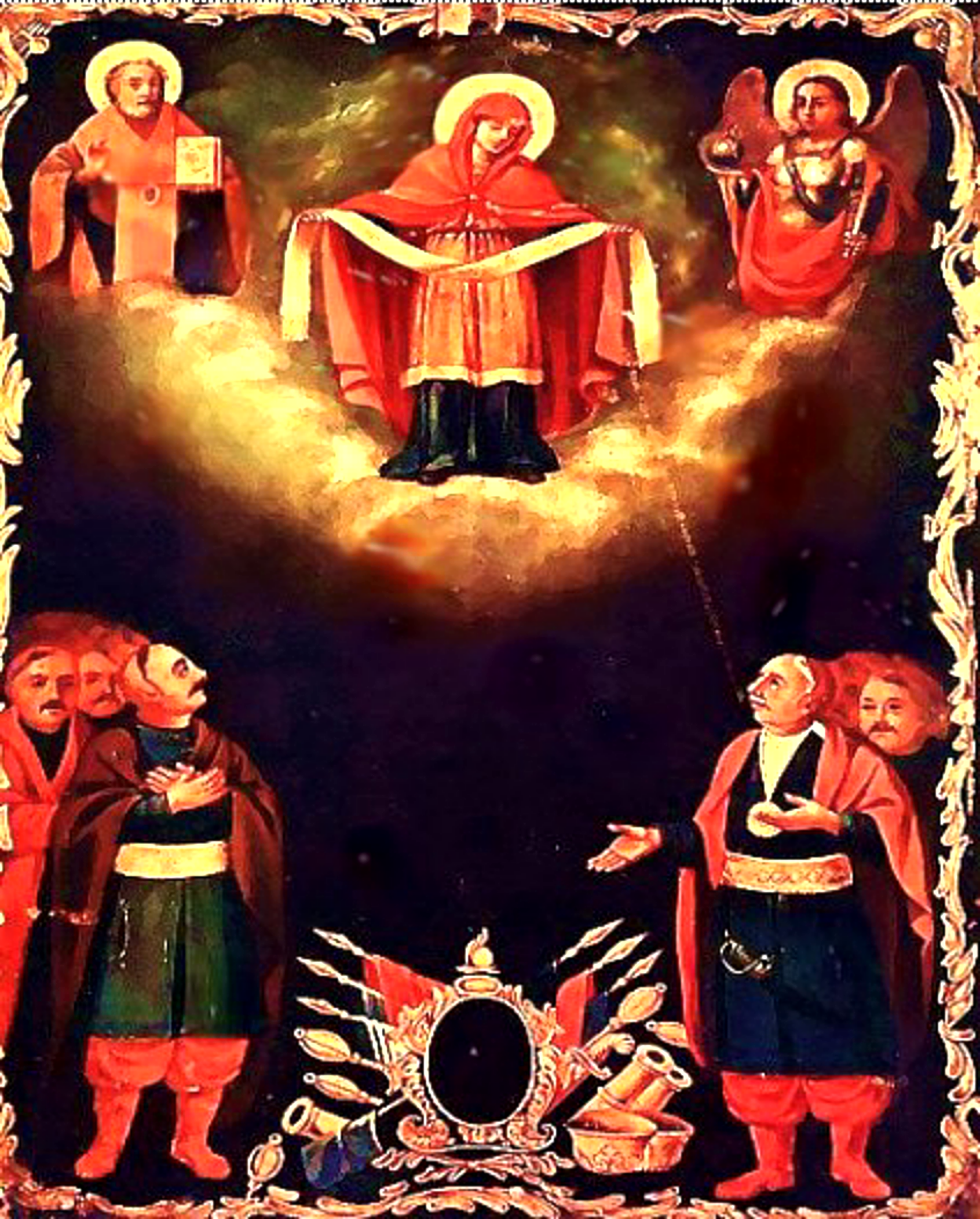
Икона Покрова Богородицы с молящимися запорожцами, справа — последний кошевой атаман Запорожской Сечи Петро Калнышевский, конец XVIII в.
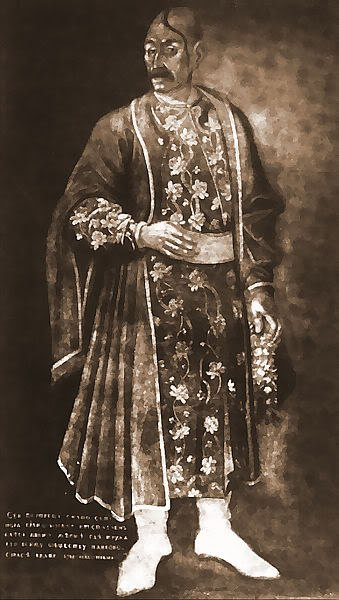
Казак Иван Шиян, ктитор церкви в Никополе, портрет из собрания Одесского историко-краеведческого музея, 1784 г.
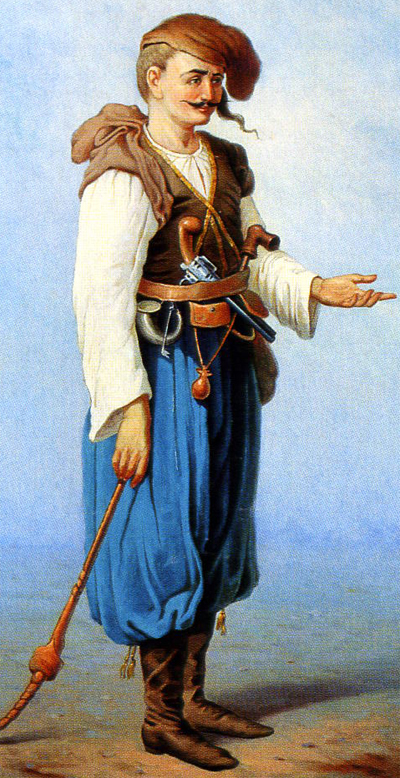
Запорожский казак в XVIII веке, картина маслом XIX в. по рисунку Жан-Пьера Норблена 1789 года
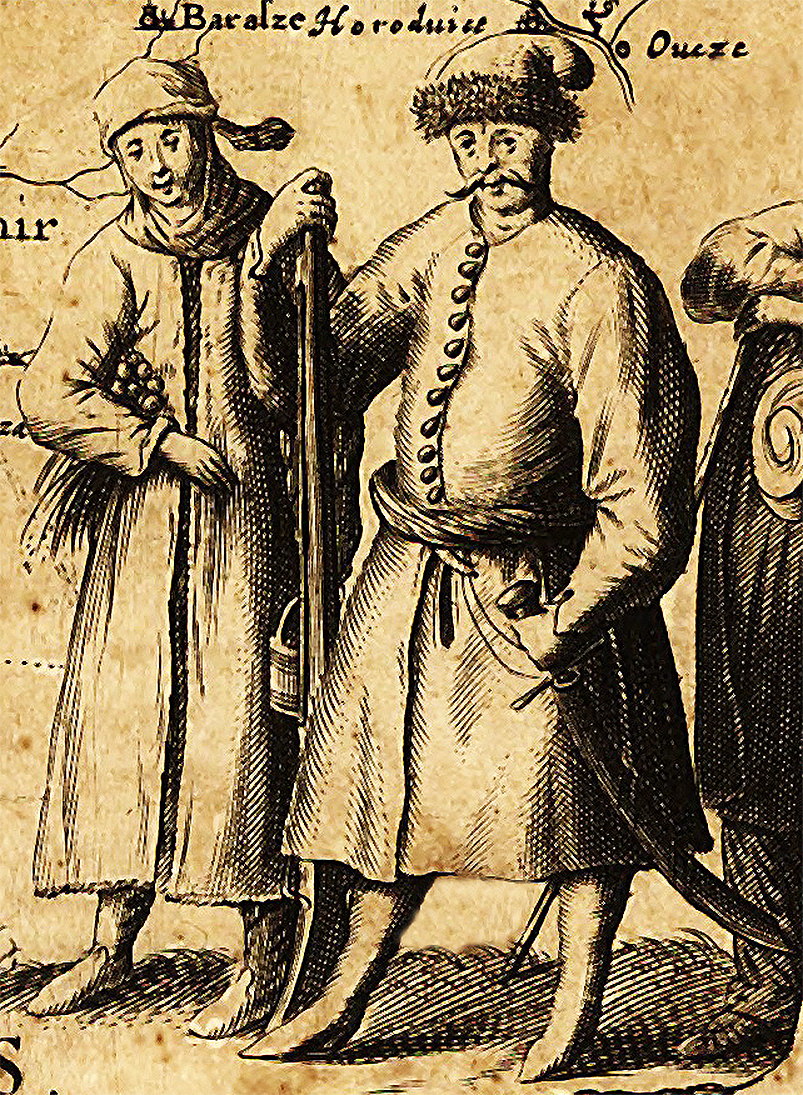
Запорожские казак и казачка, фрагмент карты Гийома де Боплана 1648 года
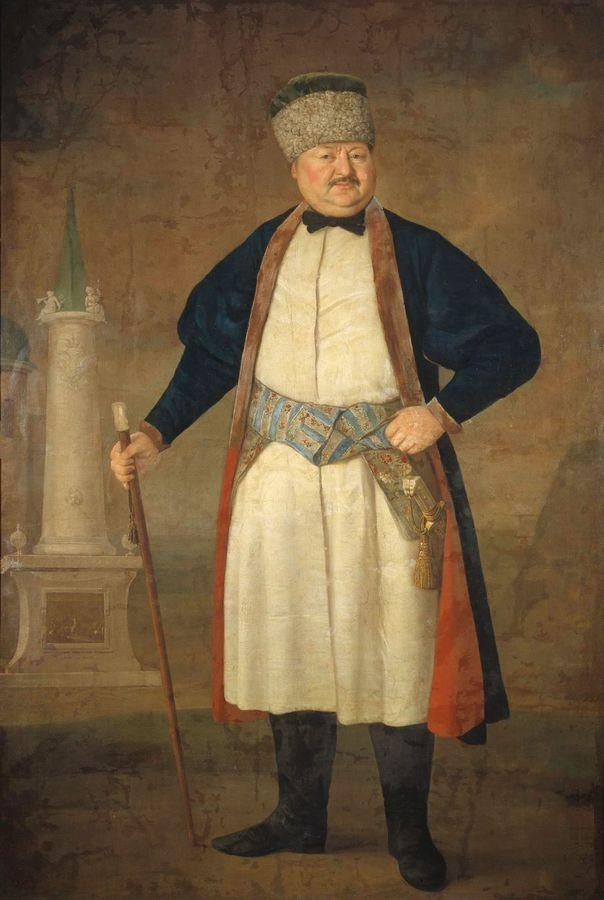
Портрет старшины (впоследствии — полковника) и бунчукового товарища Полтавского полка Павла Руденко кисти Владимира Боровиковского, 1778 г. Из собрания Днепропетровского художественного музея
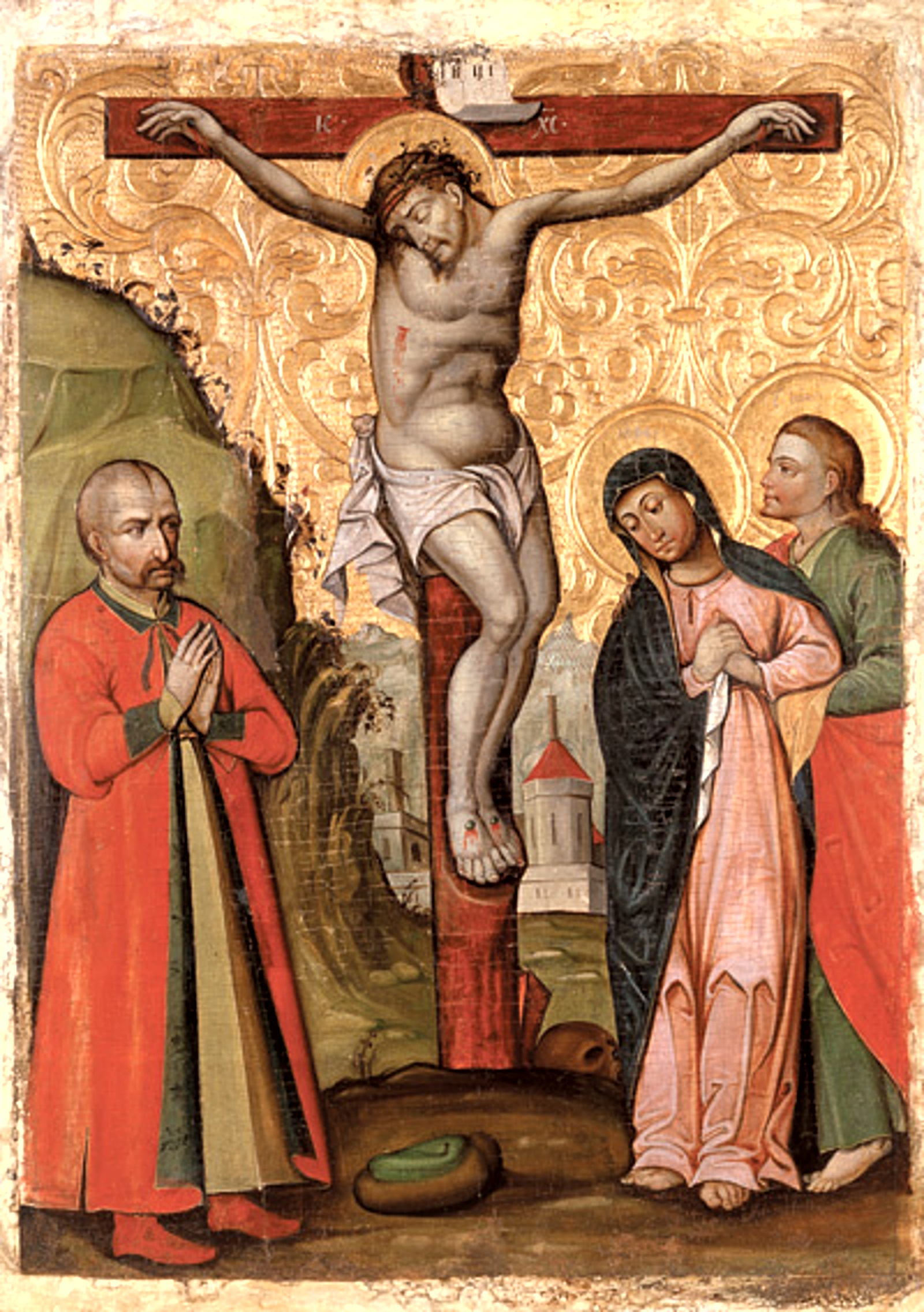
Пирятинская икона с изображением Распятия ок. 1699 г., слева — лубенский полковник Леонтий Свечка
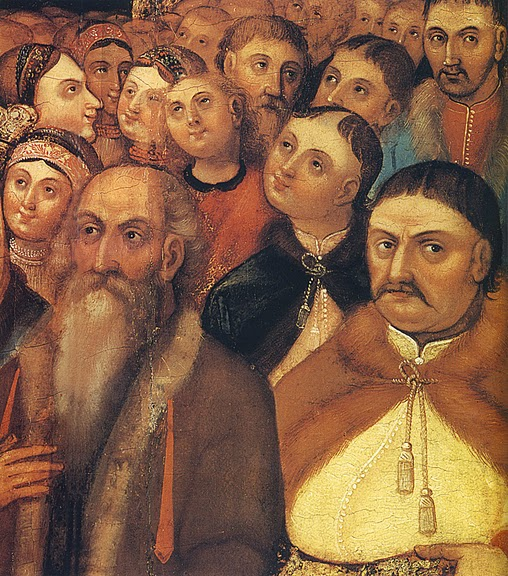
Фрагмент иконы Покрова Богородицы, начало XVIII века. Справа предположительно изображён гетман Павел Полуботок
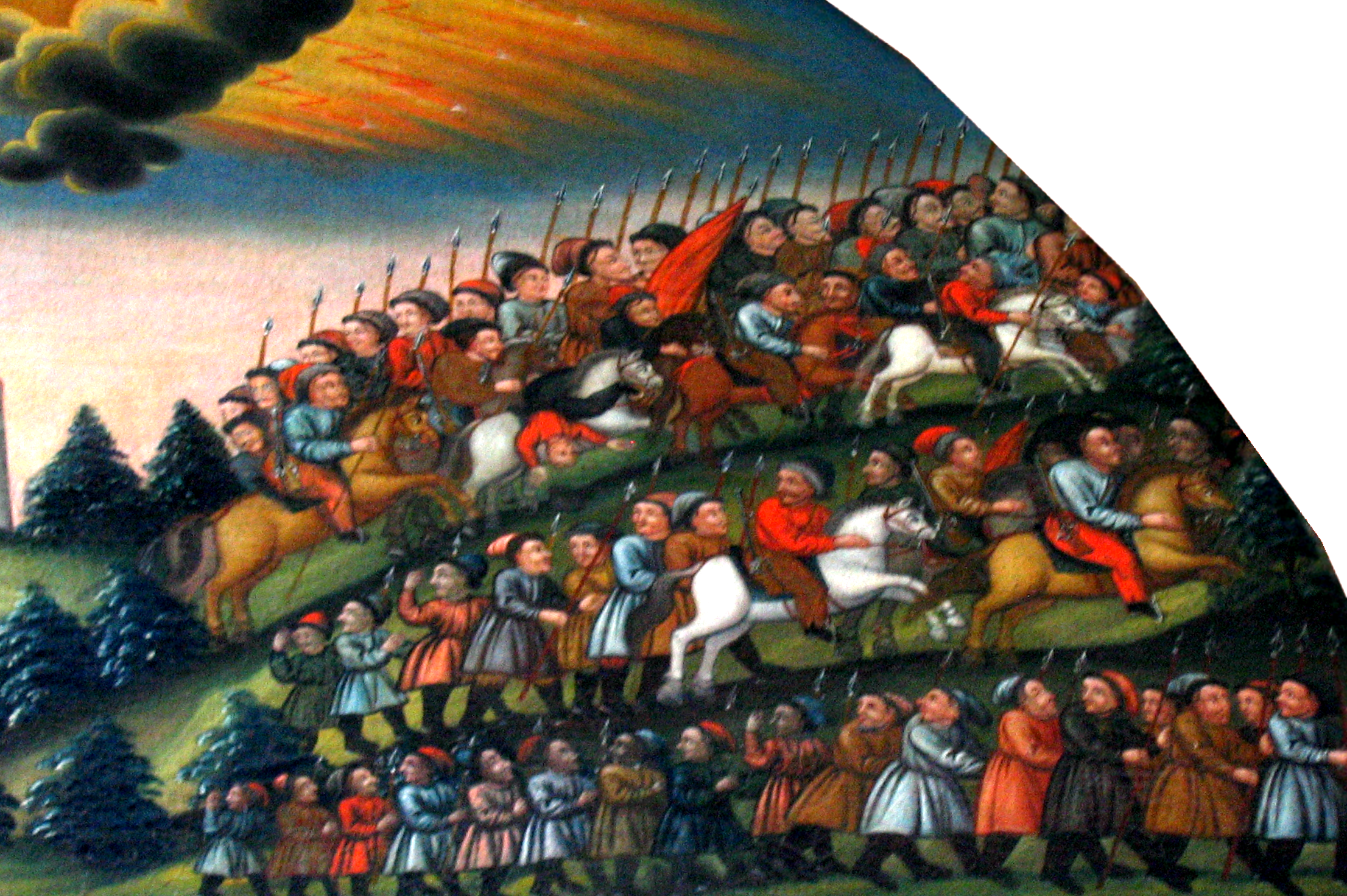
Войско Хмельницкого на картине в люблинском доминиканском монастыре
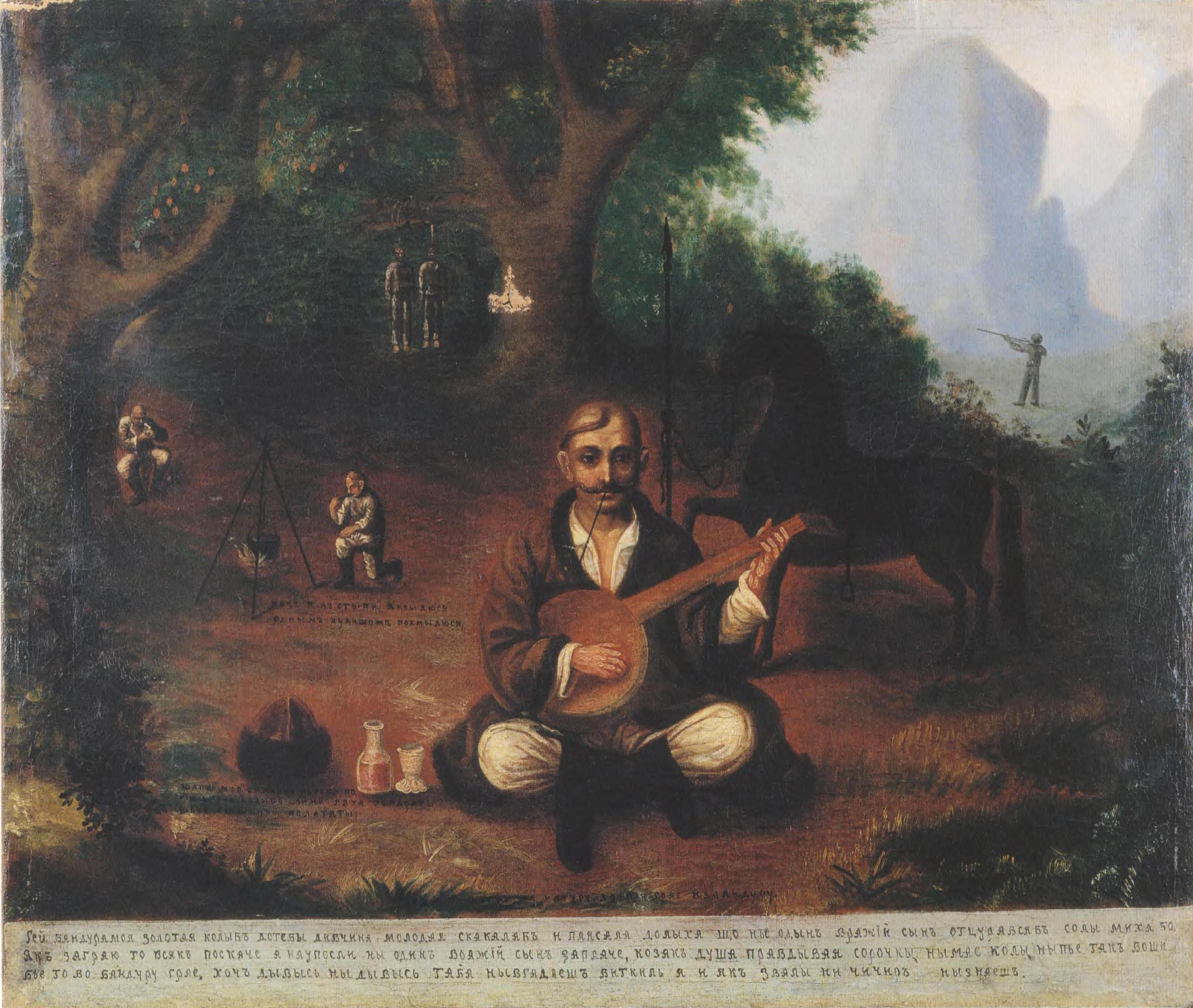
Казак Мамай, играющий на бандуре, народная картина XVIII века
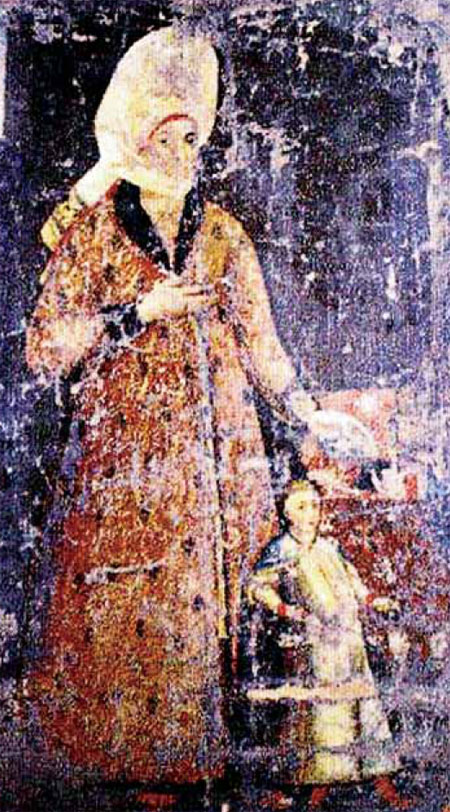
Жена белоцерковского полковника и организатора восстания 1702-1704 годов Семёна Палия с внуком, конец XVII-начало XVIII в.
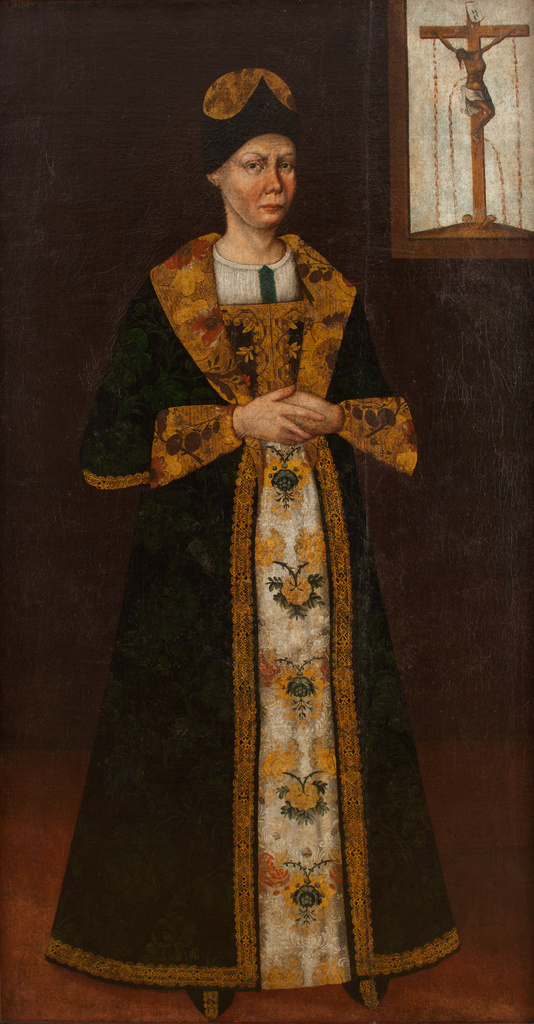
Мария-Магдалина Мазепа, мать Ивана Мазепы, портрет конца XVII-начала XVIII века
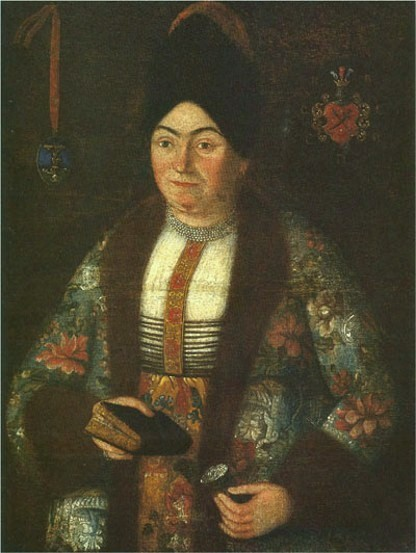
Параска (Прасковья) Васильевна Сулима, жена переяславского полковника Семёна Сулимы, ок. 1750 г.

Изображения одежды запорожцев после расформирования войска
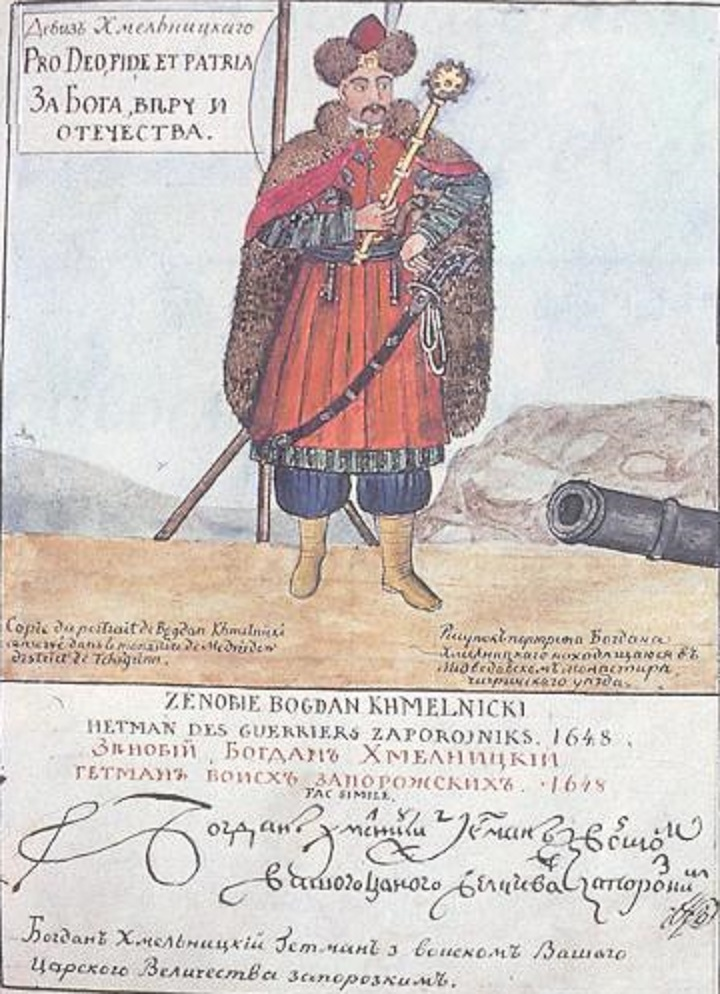
Рисунок с изображением Богдана Хмельницкого, Пьер де ля Флиз
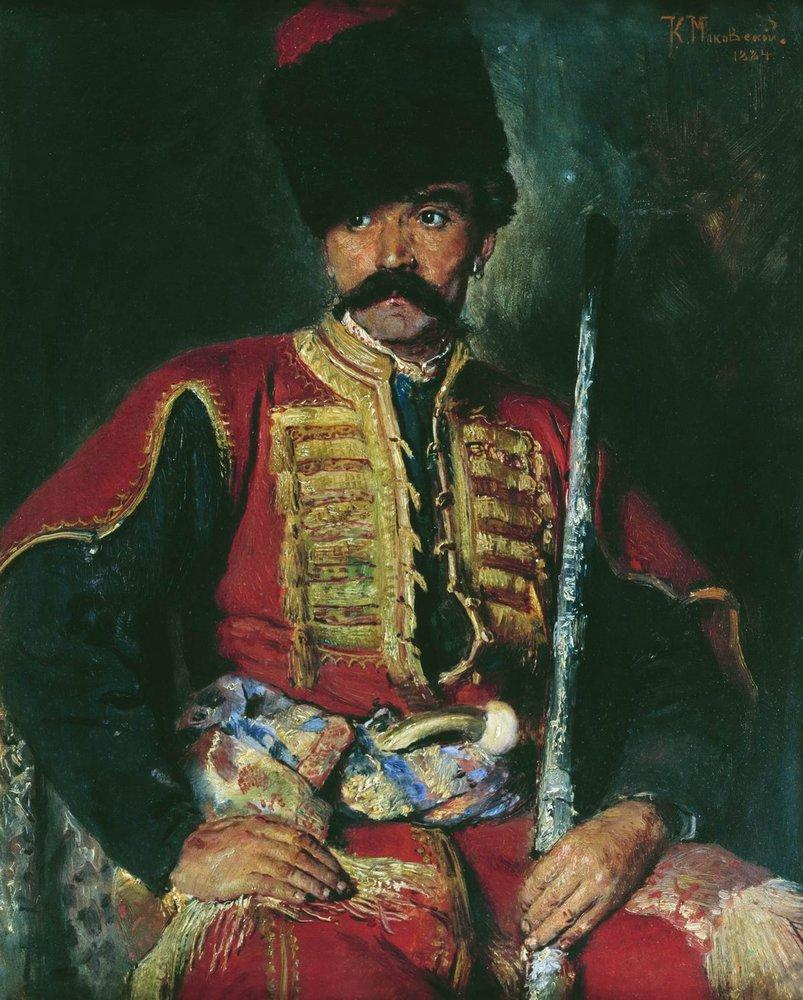
Запорожский казак. Владимир Маковский, 1884
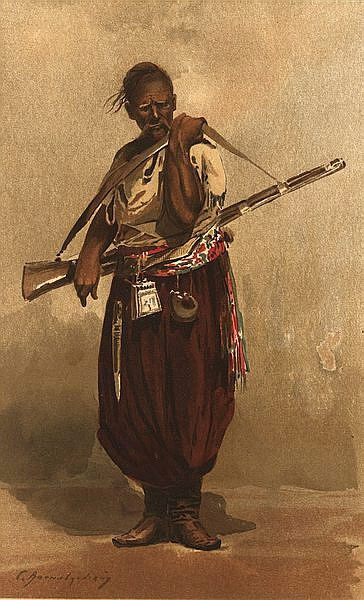
Запорожец
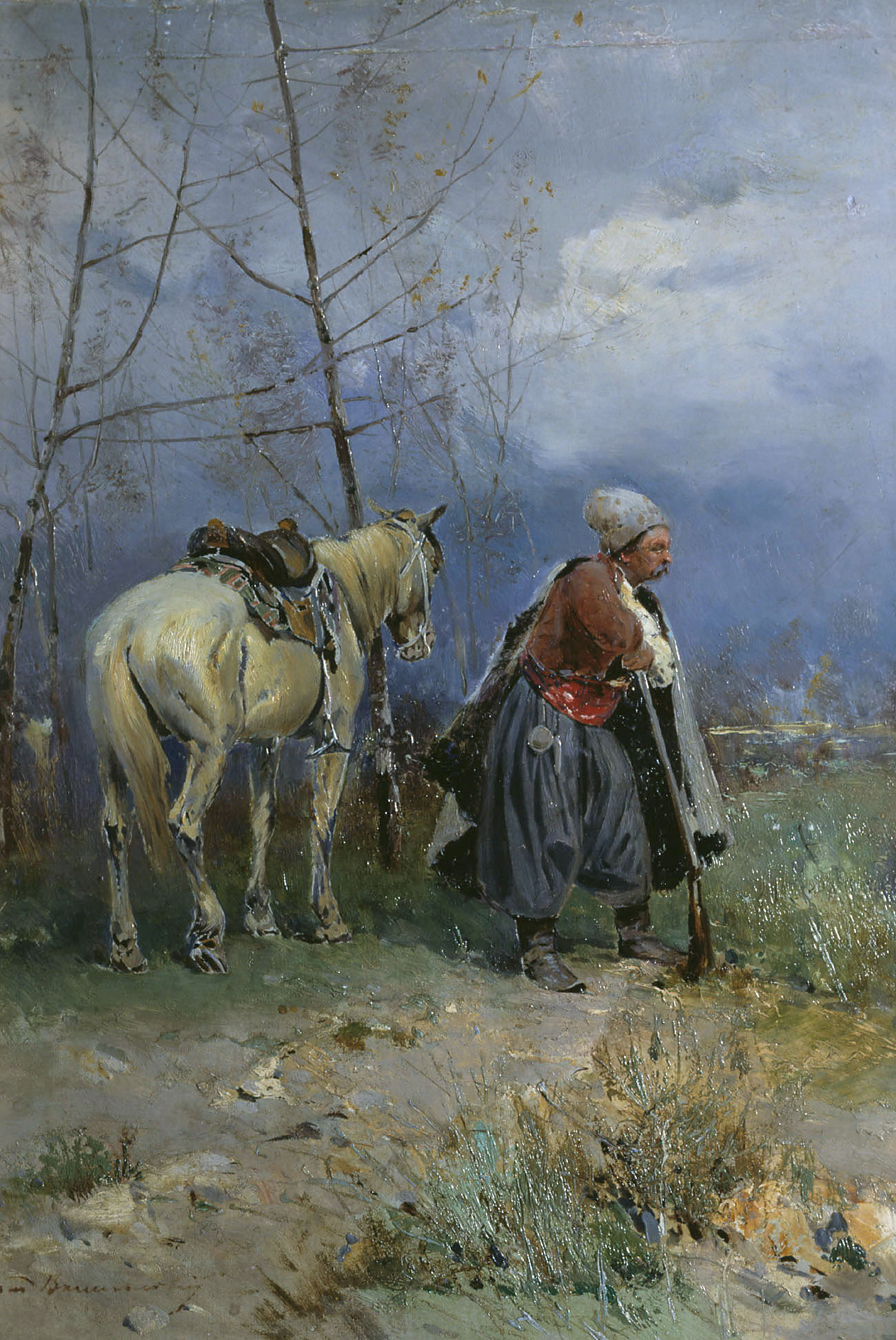
«Запорожець на чоті», картина Сергея Васильковского
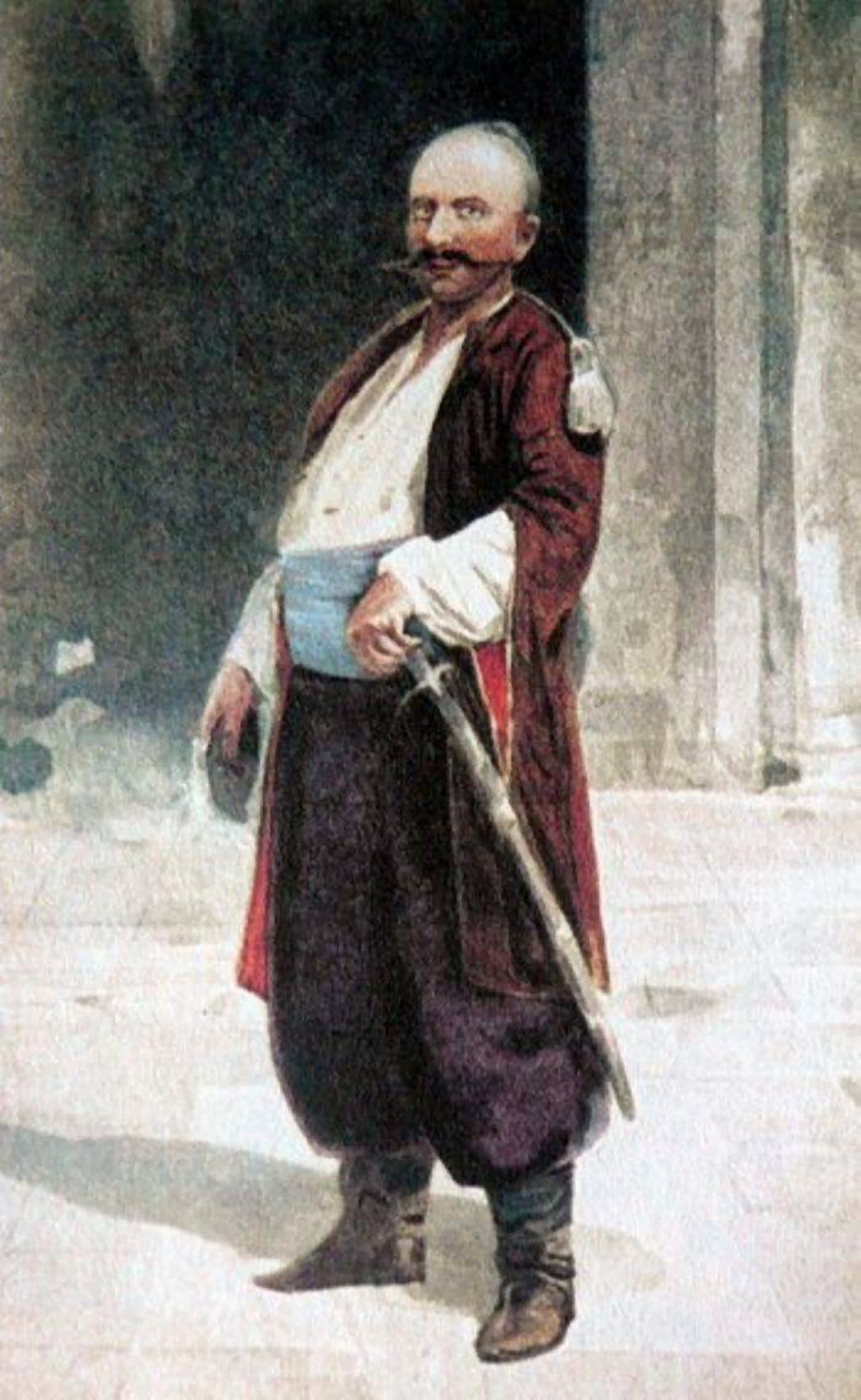
Уманский сотник Гонта, рисунок Сергея Васильковского
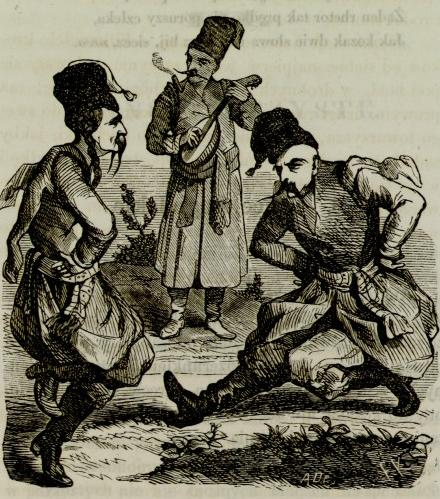
Запорожцы танцуют гопак, книжная иллюстрация 1860 г.
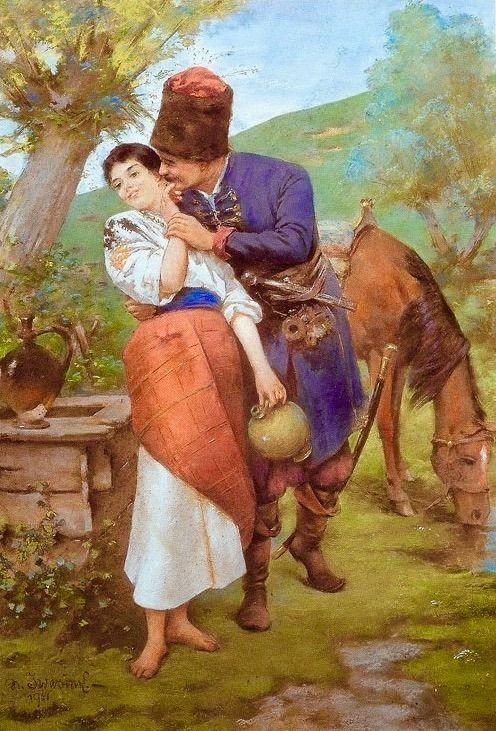
Казак с дивчиной у колодца, Николай Ивасюк, 1901 год
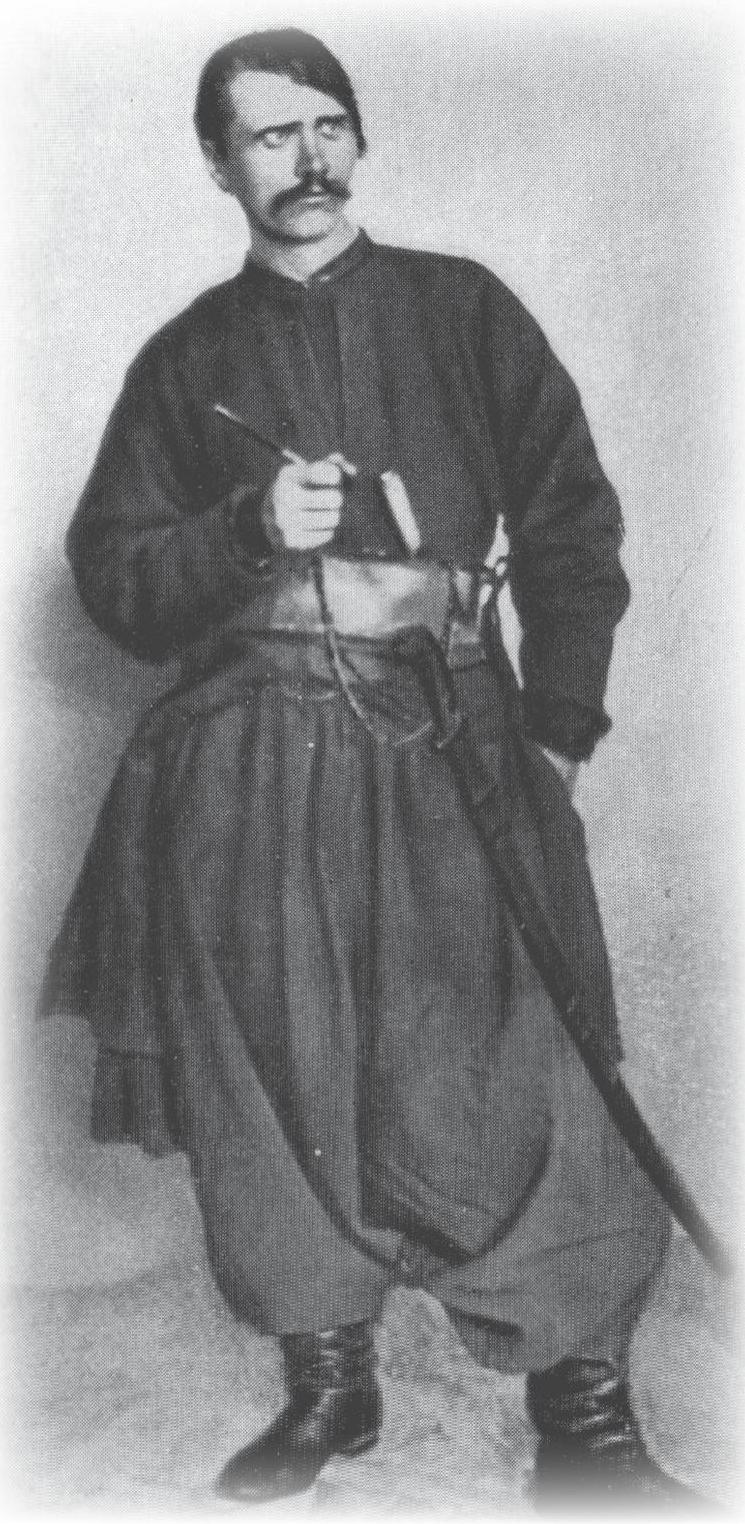
Дмитрий Яворницкий в костюме запорожского казака, 1885-1890 гг.
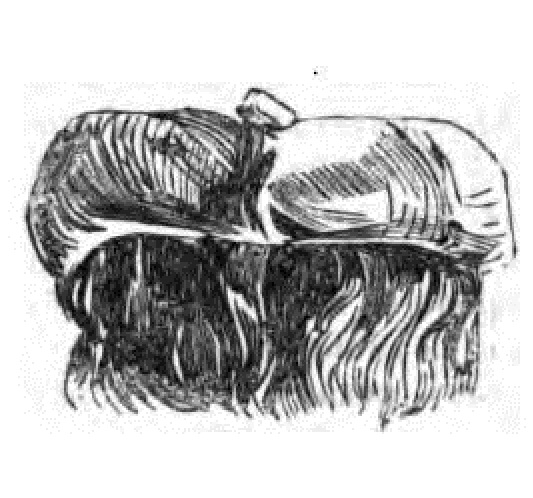
Шапка запорожского полковника, иллюстрация из «Старины Малоросийской, Запорожской и Донской» Николая Сементовского 1846 г.
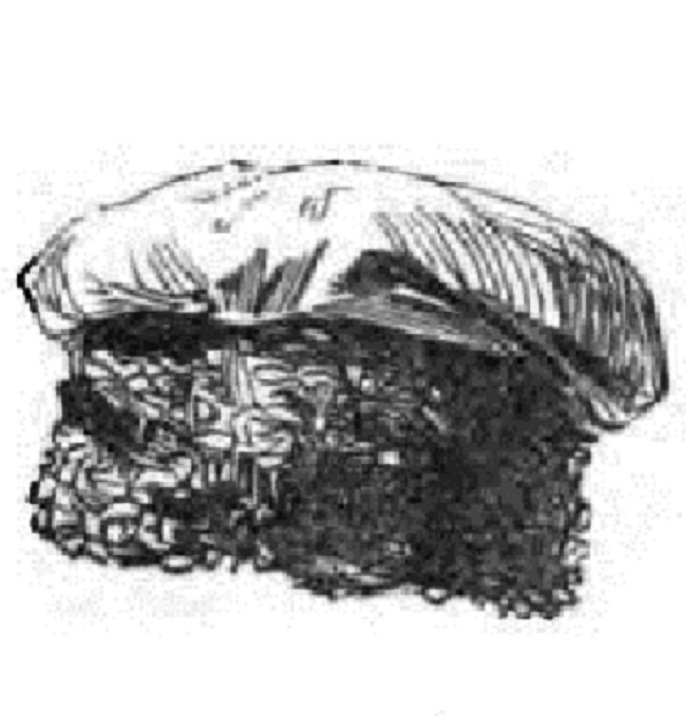
Шапка рядового запорожского казака, источник тот же.
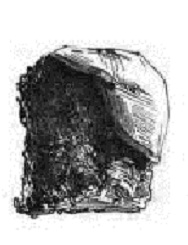
Шапка с высокой тульей и длинным шлыком, источник тот же.